# Rafał Bulak
Rafał Bulak (ur. 25 listopada 1924 w Wierzbowcu koło Trembowli, zm. 19 czerwca 2006 w Poznaniu) – pułkownik pilot Sił Zbrojnych Polskiej Rzeczypospolitej Ludowej, oficer Wojsk Obrony Powietrznej Kraju oraz Wojsk Lotniczych.

## Życiorys
Podczas II wojny światowej pracował w gospodarstwie rodziców. W kwietniu 1944 został powołany do ludowego Wojska Polskiego. W czerwcu 1944 rozpoczął naukę pilotażu w 10 Wojskowej Szkole Lotniczej Wyszkolenia Podstawowego w Soroczyńsku. Od grudnia 1944 kontynuował naukę w Kaczyńskiej Wojskowej Szkole Lotniczej im. Miasnikowa w Krasnym Kucie. Po ukończeniu szkolenia został w marcu 1946 przydzielony do 3 pułku lotnictwa myśliwskiego w Krakowie. Pułk ten został w 1948 roku przebazowany na Oksywie. Jako szef strzelania pułku został w 1950 roku na studia do Wojskowej Akademii Lotniczej w Monino. Po ukończeniu studiów został wyznaczony na stanowisko zastępcy dowódcy 28 pułku lotnictwa myśliwskiego w Słupsku. W latach 1955–1956 był starszym inspektorem lotnictwa myśliwskiego w Dowództwie Wojsk Lotniczych i OPL OK w Warszawie. Przez cztery lata (1956–1960) był dowódcą 62 pułku lotnictwa myśliwskiego na Krzesinach. Następnie w latach 1960–1964 był szefem lotnictwa 3 Korpusu Obrony Powietrznej Kraju. W latach 1964–1967 był z kolei szefem lotnictwa w Dowództwie Wojsk Obrony Powietrznej Kraju w Warszawie. W 1967 przeszedł na stanowisko szefa Zarządu Szkolenia Lotniczego w Inspektoracie Lotnictwa. Tę samą funkcję sprawował również w Dowództwie Wojsk Lotniczych w Poznaniu w latach 1968–1973. W ostatnim okresie służby był dowódcą obrony obiektu miasta Poznania. W 1974 odszedł do rezerwy.
Pilot wojskowy pierwszej klasy. W powietrzu spędził 2491 godzin.
W cywilu był w latach 1974–1988 naczelnikiem portu lotniczego w Poznaniu.

## Odznaczenia
- Order Sztandaru Pracy II klasy (1968)
- Krzyż Oficerski Orderu Odrodzenia Polski (1962)
- Złoty Krzyż Zasługi (1958)
- Srebrny Krzyż Zasługi (1948)
- inne medale resortowe

## Źródła
- Józef Zieliński: Dowódcy pułków lotnictwa polskiego 1921-2012. Warszawa: Bellona, 2015, s. 60. ISBN 978-83-11-13990-9. OCLC 924867180.